# Wuhai

Wuhai (rosso) nella Mongolia Interna (arancione)

Wuhai (mongolo: ᠦᠬᠠᠢ ᠬᠣᠲᠠ Üqai qota; cinese: 乌海; pinyin: Wūhǎi) è una città-prefettura della Cina e centro regionale nella provincia della Mongolia Interna, regione autonoma della Cina.

## Geografia fisica
Si trova sul fiume Giallo tra i deserti dei Gobi e Ordos. L'attuale città di Wuhai è nata dalla fusione, avvenuta nel 1976, di due agglomerati distinti sulle due rive del fiume Giallo, ad ovest Uda e sulla riva verso est di Haibowan.
Wuhai è una delle poche città con un antipode che non è solo sulla terra (al contrario di mare aperto), ma che è un'altra città abitata; l'antipodo di Wuhai è quasi esattamente sulla città di Valdivia, città cilena.

## Geografia antropica

### Suddivisioni amministrative
| Distretto | Lingua mongola                                      | Cinese   | Cinese moderno | Popolazione (2010) | Superficie (km²) | Densità (ab/km²) |
| --------- | --------------------------------------------------- | -------- | -------------- | ------------------ | ---------------- | ---------------- |
| Haibowan  | ᠬᠠᠶᠢᠷᠤᠪ ᠤᠨ ᠲᠣᠬᠣᠢ ᠲᠣᠭᠣᠷᠢᠭ (Qayirub-un Toqoi toɣoriɣ) | 海勃湾区 | Hǎibówān Qū    | 296.177            | 529              | 378              |
| Wuda      | ᠬᠠᠶᠢᠨᠠᠨ ᠲᠣᠭᠣᠷᠢᠭ (Uda toɣoriɣ)                       | 乌达区   | Wūdá Qū        | 133.370            | 220              | 591              |
| Hainan    | ᠤᠳᠠ ᠲᠣᠭᠣᠷᠢᠭ (Qayinan toɣoriɣ)                       | 海南区   | Hǎinán Qū      | 103.355            | 1.005            | 100              |

## Società

### Evoluzione demografica

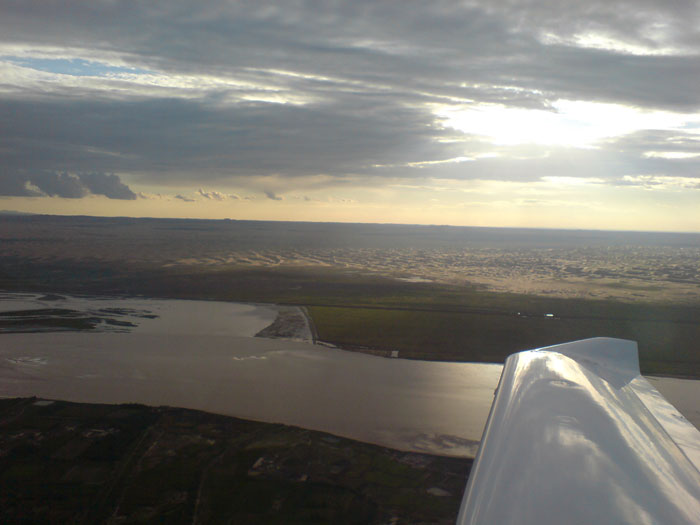
Eagle-eye view above Wuhai airport on the Yellow River. Visible sharp transition into Gobi desert dunes from the West side of the city

Wuhai ha una superficie di 1.754 km² e 532.902 abitanti (243.76 abitanti/km²).
| Gruppo etnico | popolazione | percentuale |
| ------------- | ----------- | ----------- |
| Han           | 400.971     | 93,78%      |
| Mongoli       | 13.904      | 3,25%       |
| Hui           | 7.944       | 1,86%       |
| Manchu        | 4.063       | 0,95%       |
| Daur          | 129         | 0,03%       |
| Koreans       | 98          | 0,02%       |
| Tibetans      | 87          | 0,02%       |
| Zhuang        | 68          | 0,02%       |
| Xibe          | 56          | 0,01%       |
| Altri         | 233         | 0,06%       |

## Economia
L'economia della città è fortemente basata sull'estrazione del carbone, la produzione dell'energia elettrica, la lavorazione dei metalli e chimica, ma anche di frutta (uva, vinificazione) e produzione di latte. 

## Infrastrutture e trasporti
Wuhai è una fermata sulla linea ferroviaria Baotou-Lanzhou, e un aeroporto è stato aperto nel 2003.

### Strade
Le principali infrastrutture stradali sono: Autostrada Pechino-Lhasa, Autostrada Rongcheng-Wuhai, China National Highway 109 e la China National Highway 110.